# Cucut cuallarg muntanyenc
El cucut cuallarg muntanyenc (Cercococcyx montanus) és una espècie d'ocell de la família dels cucúlids (Cuculidae) que habita la selva humida de Ruanda, Burundi, sud-oest d'Uganda i zona propera de l'est de la República Democràtica del Congo, centre de Kenya i des del sud-est de Kenya, cap al sud, a través de l'est de Tanzània i Malawi fins a Zàmbia i Moçambic.